# 三氧化二锫
三氧化二锫是锫已知的两种氧化物之一，化学式为Bk2O3。它可由二氧化锫在600°C的氢气流中加热还原得到。它是浅棕黄色的固体，属于立方晶系，晶胞参数a=10.880±0.005。它在氯化氢气流中加热，可以得到氯化锫。